# Tadeusz Komendant
Tadeusz Komendant (ur. 14 października 1952 w Pokośnie na dawnej Grodzieńszczyźnie, zm. 31 lipca 2019 w Warszawie) – polski krytyk literacki, tłumacz, eseista, pisarz, doktor nauk humanistycznych. 

## Życiorys
Był synem Bolesława i Marianny. Absolwent Liceum Ogólnokształcącego (dziś im. ks. J. Popiełuszki) w Suchowoli. Studiował polonistykę i filozofię na Uniwersytecie Warszawskim. Pracował na Wydziale Polonistyki Uniwersytetu Warszawskiego w Zakładzie Teorii Literatury i Poetyki na stanowisku adiunkta. Specjalizował się w hermeneutyce i dekonstrukcjonizmie. Członek redakcji miesięcznika „Twórczość”, w którym był zastępcą redaktora naczelnego i kierownikiem działu eseju.
Znany przede wszystkim jako tłumacz i popularyzator dzieł Michela Foucaulta, któremu poświęcił osobną książkę (Władze dyskursu. Michel Foucault w poszukiwaniu siebie, Warszawa 1994).
2 sierpnia 2019 r. w Warszawie odprawiono mszę w jego intencji. Pogrzeb odbył się 3 sierpnia w Suchowoli, pochowano go na cmentarzu w Chodorówce Nowej.

## Odznaczenia
- Złoty Krzyż Zasługi – 2005[6]
- Srebrny Medal „Zasłużony Kulturze Gloria Artis” – 2015[7]

## Twórczość

### Książki autorskie
- Zostaje kantyczka: eseje z pogranicza czasów (1987)[8]
- Lustro i kamień: prywatny sylogizm (1994)[9] – nagroda im. Stanisława Piętaka w 1993 roku[9]
- Władze dyskursu: Michel Foucault w poszukiwaniu siebie (1994)[9] – nagroda „Literatury na Świecie” w 1995 roku[9]
- Upadły czas: sześć esejów i pół (1996)[10]

### Przekłady
- 1993: Michel Foucault, Nadzorować i karać. Narodziny więzienia
- 1995: Michel Foucault, Historia seksualności
- 1996: Jacques Boulenger, Opowieści Okrągłego Stołu
- 1996: Michel Foucault, To nie jest fajka
- 1996: Erik Orsenna, Wielka miłość
- 1999: Michel Foucault, Szaleństwo i literatura. Powiedziane, napisane
- 2002: Pascal Quignard, Albucjusz
- 2004: Pascal Quignard, Błędne cienie
- 2005: Michel Foucault, Słowa i rzeczy. Archeologia nauk humanistycznych
- 2010: Georges Bataille, Historia oka i inne historie